# Stadlkirchen
Stadlkirchen ist ein Dorf und eine Ortschaft der Gemeinde Dietach in Österreich, Bundesland Oberösterreich, Bezirk Steyr-Land im Traunviertel.

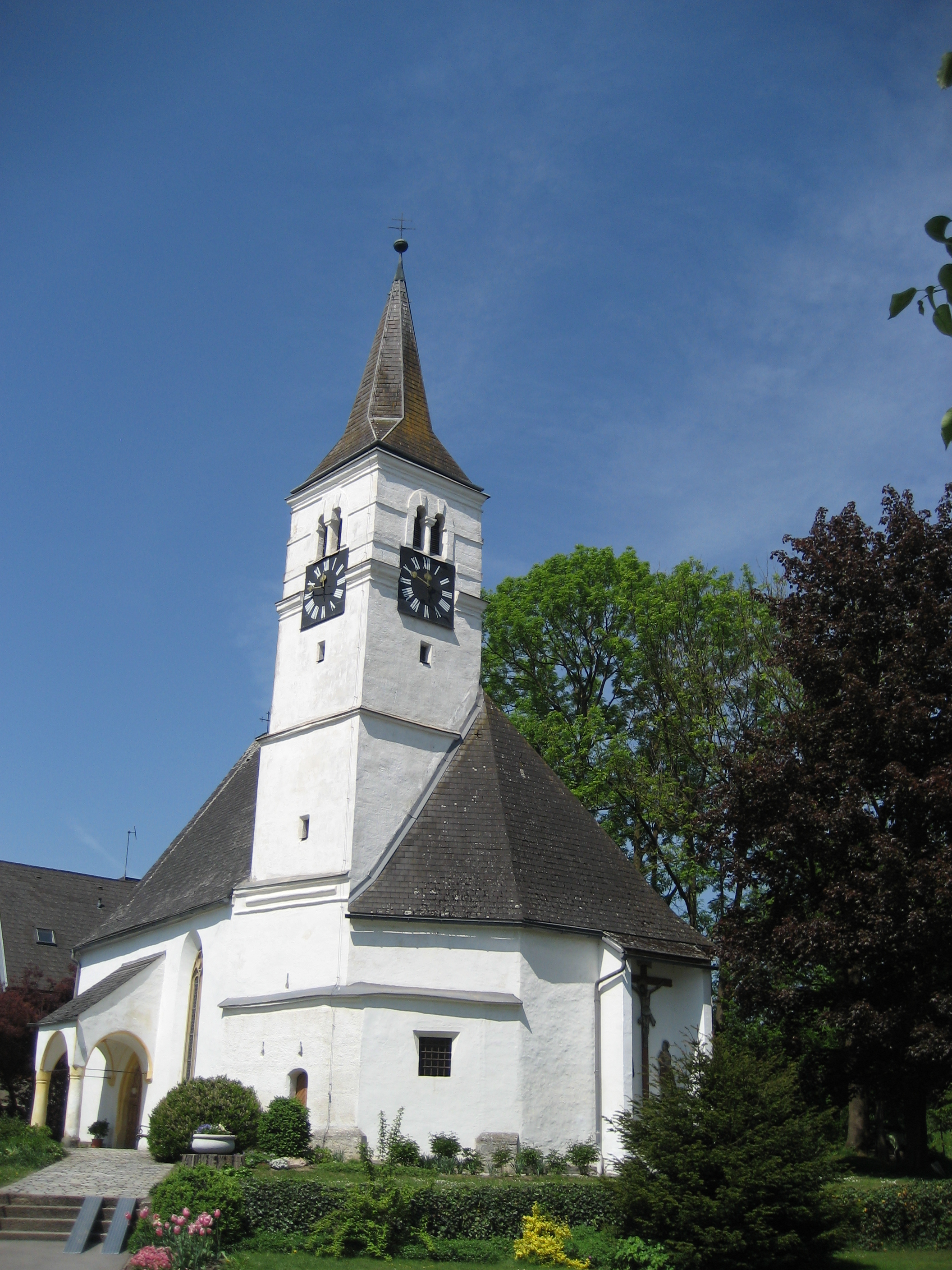
Filialkirche Stadlkirchen

## Geschichte

### Chronik

#### 1074–1442: Das Zeitalter der Stadler
Am 12. April 1074 war die Weihe der Kirche „ecclesia ad Stadalen“ durch Bischof Altmann von Passau. Der erste Stadler, Rotpreht de Stadele wurde 1099–1115 im St. Florianer Totenbuch urkundlich erwähnt. Bischof Ulrich von Passau bestätigte 1111 dem Stift St. Florian den Besitz „ad Stadelin mansi duo“ (in Stadel zwei Häuser). Lantfried de Stadele wurde 1162 urkundlich als Zeuge erwähnt. 1185 bestand der Ort aus 7 Häusern. Die Kirche „Capelle Stadel“ gehörte 1263 dem Kloster Gleink.
Die Malereischule St. Florian erstellte 1350 im Presbyterium der Kirche Fresken. 1354 war die Stiftung von During und Reicher, die Sazzer, ein Gut zu Stenning gelegen „in der Stadlkirchner Pfarr“ dem Pfarrer von Tuedich für die Kapelle von Stadlkirchen „zu einem ewigen Seelgerät allen unsernen vadern zu hilf und trost“. Reichard Stadler zu Stadlkirchen wurde 1359 urkundlich erwähnt. Er finanzierte 1360 einen Vikar für die Kirche.
Die Brüder Otto, Marchart, Konrad, Berthold und Wilhelm Stadler stifteten 1374 eine tägliche hl. Messe für ihre Vorfahren.
Fräulein Agnes Stadler war 1404 Klosterfrau und Maisterin zu Pulgarn, wo sie „nebst Bruder Heinrich zur Zeit Prior allda lebte“.
Leonhard Stadler übergab 1441 für 30 Messen im Jahr „dem Pfarrer und Vikar zu Tuedich und Stadlkirchen“ einige Güter.
Leonhard Stadler starb 1442 und vererbte an die Kerschperger „Erber Chnecht Stephel Chersperger“.

#### 1442–1532: Das Zeitalter der Kerschberger
Edel Jörg Kerschperger wurde am 27. Juli 1487 urkundlich erwähnt.
Georg (Jörg) Kerschperger (geb. 1467) starb 1495. Sein Nachfolger wurde Hans Kerschperger.
Hans Kerschberger wurde 1529 in der Kirche begraben.
Die Türken plünderten und verwüsteten Stadlkirchen am 9. September 1532.
Die Frau des Kerschbergers, Dorothea (geborene Stadler), wurde dabei getötet.

#### 1533–1558: Das Zeitalter der Panhalm
Bartlmee (Bartholomäus) Panhalm erbte am 21. Jänner 1533 nach dem Aussterben der Kerschperger den Besitz.
1536 wurde ein protestantischer Prediger angestellt.

#### 1558–1683: Das Zeitalter der Neuhauser
Georg Christoph von Neuhaus (zu Ruetting) kaufte 1558 den Besitz.
Die Stadler starben 1559 im Mühlviertel aus.
1580 erfolgte der Neuaufbau der Kirche durch Georg von Neuhaus.
Georg von Neuhaus durfte ab 1582 sein Wappen mit dem der Stadler verbinden, weil die Mutter (Barbara Stadler) seiner ersten Frau (Regina von Hoheneck), eine Stadlerin war.
Georg von Neuhaus verlangte am 28. März 1592 vom Kloster Gleink das Patronatsrecht über die Kirche.
Er hatte das „Kirchl“ welches „darniedergefallen und auch das Ziegeldach und Glocken zerprochen und zertrimmert waren“, auf eigene Kosten wieder aufgebaut.
Georg von Neuhaus, gestorben in Linz, wurde am 19. März 1593 neben seiner Frau in der Kirche begraben.
Sohn Bernhard führte den Streit mit Gleink aus dem Jahr 1592 weiter.
Landeshauptmann Hans Jakob Löbl verfügte 1602 einen Vergleich zwischen Caspar Neuhauser und dem Kloster Gleink.
Der Steyrer Goldschmied Baltasar Hauser ließ sich am 22. Juni 1608 in Stadlkirchen trauen.
Man schrieb, er habe „die Pfarrkirche in Steyr geringschätzig beiseite gelassen“.
1620 bestand der Ort aus 9 Häusern.
Die Kirche erhielt 1645 eine Glocke.
1647 bestand der Ort aus 12 Häusern.
Georg Matthäus Vischer bildete 1674 das Renaissance-Wasserschloss auf einem Stich ab.

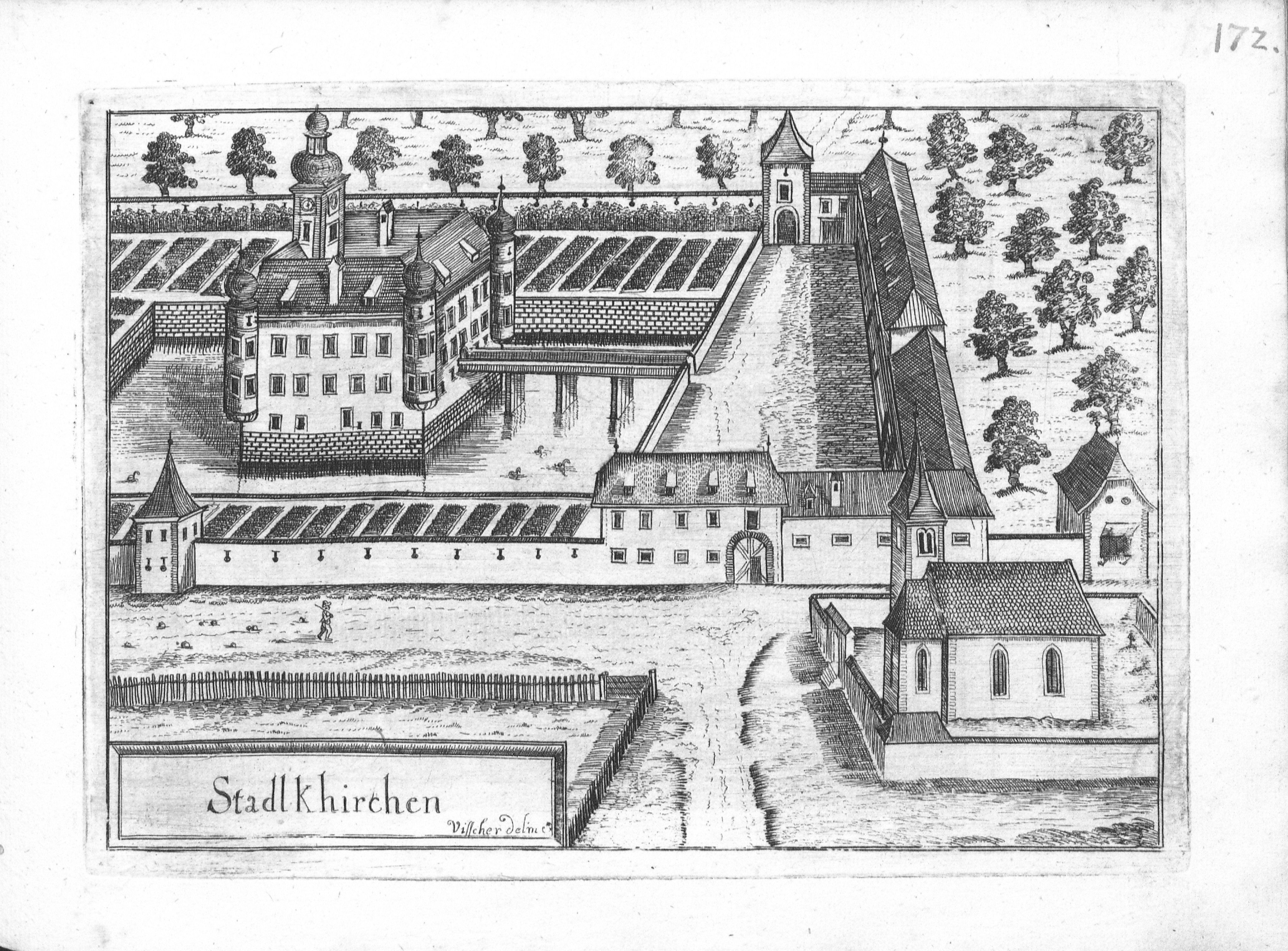
1674, Renaissance-Wasserschloss Stadlkirchen, Stich von Georg Matthäus Vischer

#### 1683–1773: Das Zeitalter der Eckhart
Anton Eckhart zu Thann kaufte 1683 das Schloss von Georg Ehrenreich von Neuhaus.
Der kaiserl. königl. Hofagent Johann Georg Schwandner (Schwandtner) wurde am 21. September 1716 im Schloss geboren.
1750 Nennung einer „Stadlkirchner Pfarr“ im Theresianischen Gültbuch.
Kardinal Lamberg, Bischof von Passau verordnete 1750, dass in Stadlkirchen am Sonntag nach dem Tag der Heiligen Margarete das Fest der „dedication mit erforderlicher solenität“ begangen werden solle (das Fest der Weihe mit erforderlicher Würde).
Joseph von Eckhart erhielt am 23. Dezember 1754 durch einen Vergleich Schloss Stadlkirchen und folgte auf Paul Eckhart.

#### 1773–1808: Das Zeitalter der von Auersperg
Heinrich Joseph, 4. Fürst von Auersperg (1697–1783) kaufte am 25. September 1773 Schloss Stadlkirchen.
Die Stadlkirchner richteten 1776 an den Landeshauptmann eine Eingabe, mit der Bitte um einen eigenen Kaplan und einen eigenen Schulmeister – Die Bemühungen waren vergeblich.
Der Kirchenumbau unter den Neuhausern wurde 1776 in einem Schriftstück beschrieben: „die Herren von Neuhaus haben die Filialkirche spoliiert, die Altäre niedergerissen und an deren statt ihr Epithaphium errichtet und die Kirche gewalttätig usurpiert, damit sie die Lutherische Sekte, der sie eifrig ergeben waren ausüben können“.
Johann Georg Schwandner wurde 1779 Custos an der Wiener Hofbibliothek.
Der Friedhof wurde 1788 geschlossen.
1788 bestand der Ort aus 25 Häusern.
Johann Georg von Schwandner starb am 20. September 1791.
Karl Joseph Anton, 5. Fürst von Auersperg (* 1720) starb am 2. Oktober 1800 und wurde in der Pfarrkirche Maria Laah begraben. Das Schloss Stadlkirchen erbte am 24. März 1802 Wilhelm, 6. Fürst von Auersperg (1749–1822), der es sechs Jahre später veräußerte. Mit dem Verkauf des Schlosses im Jahre 1808 endete die Verwaltung Stadlkirchens durch im Schloss wohnhafte Familien.

#### 1808 bis heute
Fam. Gröswanger (Gößwang) kaufte am 28. Jänner 1808 das Schloss Stadlkirchen.
1809 bestand der Ort aus 23 Häusern.
Fam. Gröswanger kaufte am 31. März 1818 das Bräuhaus.
1825 bestand der Ort aus 28 Häusern mit 168 Einwohnern.
1828 Bericht aus der Statistik Oesterreich ob der Enns:
„Stadlkirchen, ein Dorf mit einer dem Verfalle sich nähernden Filialkirche von Dietach …“
„Zu Stadlkirchen befindet sich das nun größtentheils abgebrochene Stammhaus der Stadler …“

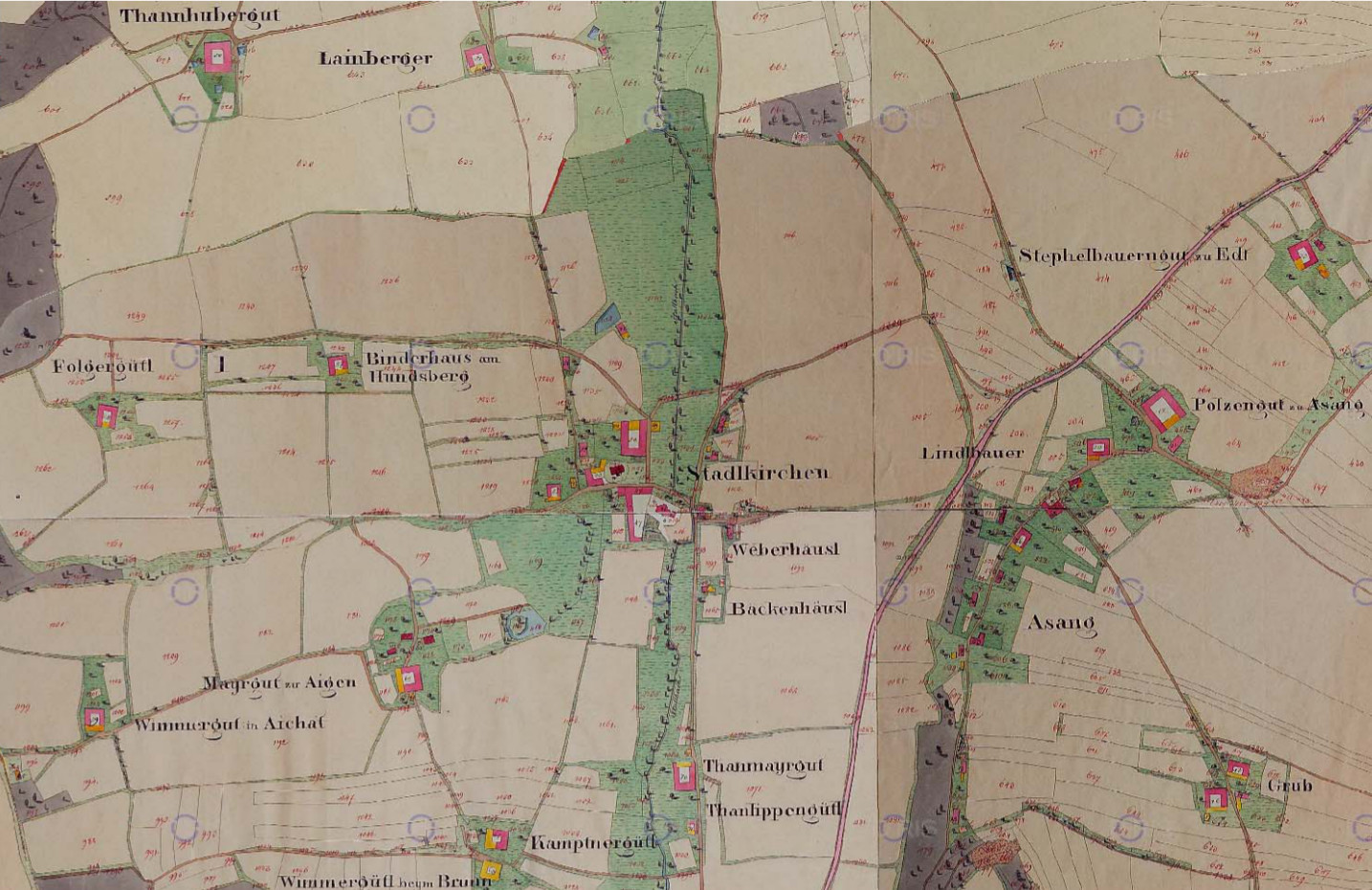
Stadlkirchen im Jahre 1850

Die Kirche erhielt 1866 eine zweite Glocke (59 cm Durchmesser, mit der Darstellung einer Kreuzigung und der Immakulata).
1869 bestand der Ort aus 31 Häusern mit 199 Einwohnern.
1890 wurde lt. dem Pfarrarchiv Dietach, für die Kirche eine Doppeltür angeschafft.
1894 wurde lt. dem Pfarrarchiv Dietach, für die Kirche eine Rechnung für das Fenster rechts des Einganges ausgestellt.
Ein Marsch von 6000 Juden nach Mauthausen führte am 13. April 1945 durch Stadlkirchen.
1951 bestand der Ort aus 36 Häusern mit 200 Einwohnern.
Ein Hagelunwetter führte am 26. Juni 1958 zu Schäden durch taubeneigroße Hagelkörner.
1961 bestand der Ort aus 40 Häusern mit 215 Einwohnern.
Eine Turmkreuzweihe fand am 15. November 1965 statt. Die Kirche erhielt einen neuen Turmhelm und ein neues Turmkreuz.
1971 bestand der Ort aus 45 Häusern mit 225 Einwohnern.
Der Stadlkirchner Landwirt Johann Eßl wurde am 25. November 1972 zum Bürgermeister von Dietach gewählt.
1981 bestand der Ort aus 54 Häusern mit 214 Einwohnern.
Ein Großbrand vernichtete am 24. April 1988 die Küchenfabrik Breitschopf.
Bei Renovierungsarbeiten in der Kirche kam es 1988 zu einem Freskenfund.
Ein orkanartiger Sturm im Panholz zerstörte am 1. März 1990 mehrere Hektar Wald.
Hagelunwetter am 9. und 24. Mai 1990 verursachten Schäden durch faustgroße Hagelkörner.
Josef Wintersteiger begann 1990 mit der Renovierung der Kirche und der Freilegung der Fresken.
Durch einen orkanartigen Sturm und schweren Regen wurde am 27. Juni 1991 ein Dachstuhl abgetragen.
1991 bestand der Ort aus 63 Häusern mit 200 Einwohnern.
Die renovierte Kirche wurde am 12. September 1993 wiedereröffnet.
23. Juni 1994 Bürgermeisterwechsel in Dietach – auf Johann Eßl folgt Karl Schweinschwaller (Dietachdorf).
Bei einer Glockenweihe am 23. August 1998 erhielt die Kirche eine neue Glocke.
2001 bestand der Ort aus 76 Häusern mit 225 Einwohnern.
2011 hatte der Ort 271 Einwohner.

### Berichte und Quellen

#### 1532: Die Türken in Stadlkirchen
Am 9. September streiften die Türken in der Nähe der Stadt Steyr, und die Bewohner der Stadt versuchten zusammen mit etwa 40 Kärntner Reitern einen Ausfall gegen die Akinci. Die Steyrer hatten jedoch die Truppen Kasim Bey´s unterschätzt wurden von einer Übermacht angegriffen und konnten sich nur mit Mühe in das Kloster Seitenstetten retten, wo man den Sturm der Türken abwartete.
Das Schloss Losensteinleithen bei Steyr, welches stark befestigt und von einem Burggraben umgeben war, war ein Zufluchtsort für die Frauen und Kinder der Umgebung. Angeblich gab es nur einen Mann unter den Verteidigern, dieser soll jedoch Jäger und ein geübter Schütze gewesen sein. Als die Türken vor dem Schloss auftauchten und es plündern wollten, schoss der Mann mit den vorgeladenen Gewehren auf die Angreifer. Die Akinci glaubten, das Schloss sei stark vereidigt. Als auch noch der Anführer der Horde erschossen wurde, flohen sie.
Einer Unterabteilung der Akinci, die sich Anfang September im Raum Amstetten und der Strengberge zeigte, gelang es am 9. September einen befestigten Posten an der Ennsbrücke einzunehmen. Eine zweite Unterabteilung die über Aschbach, Seitenstetten und Haag kam, konnte die Enns wegen des niedrigen Wasserstandes bei Ernsthofen durchschreiten und sich so mit der ersten verbinden und gemeinsam Stadlkirchen, Dietach, Wolfern und Gleink verheeren.
Die Anwesenheit der Reiter Hans Ungnad´s in der Gegend machte die Akinci unruhig. Sie wichen jeglichen Konflikt auch. Als die Akinci gerade mit der Plünderung der Kirche von Dietach, welches etwa 5 Kilometer nördlich von Steyr liegt, beschäftigt waren, ließen sie plötzlich davon ab und flüchteten, ohne ihre Beute mitzunehmen.
Die Streifscharen Kasim Bey´s, die sich bereits sehr tief im Land ob der Enns befanden, stellten zu diesem Zeitpunkt eine ernstzunehmende Bedrohung für König Ferdinand I. und seine Familie dar, die sich in gerade in Linz aufhielten. Hans Ungnad war mit 1000 schweren Reitern unterwegs nach Linz um die Königsfamilien vor einem eventuellen Überfall durch die Kasim Bey´s zu schützen. Doch erwies sich diese Maßnahme als überflüssig, da Kasim Bey inzwischen Nachricht erhalten hatte, dass der Sultan mit dem Hauptheer von Güns aufgebrochen und über Wiener Neustadt den Rückzug angetreten hatte. So erschien es auch für Kasim Bey und seinen Akinci ebenfalls ratsam sich nicht mehr länger als irgend notwendig im Feindesland aufzuhalten und sich so schnell als möglich mit dem islamischen Heer zu vereinigen.

#### 172: Die Schlossbrauerei Stadlkirchen
Bestand: vor 1728 bis nach 1826:

Produktion: 1728: 800 Eimer – 1795/97: 1.046 Eimer
Diverses:

Die Brauerei wurde öfters bei der Ortschaft Gleink geführt (Stadlkirchen gehörte
pfarrmäßig zum Kloster Gleink).
Bauzustand 2007:

Die Gebäude bestehen noch in veränderter Form als Wohnhaus bzw. als Gasthof (Hofstubn); an die Brauerei erinnert nichts.

#### 1800: Grabmal des Karl Joseph Anton, 5. Fürsten von Auersperg
Die Pfarrkirche Maria Laah beherbergt an der Westseite eine außenliegende Gruft, in der sich unter anderem ein steinerner Sarkophag mit Marmordeckel des Karl Joseph Anton, 5. Fürsten von Auersperg, befindet.
Folgende Inschrift ist angebracht:

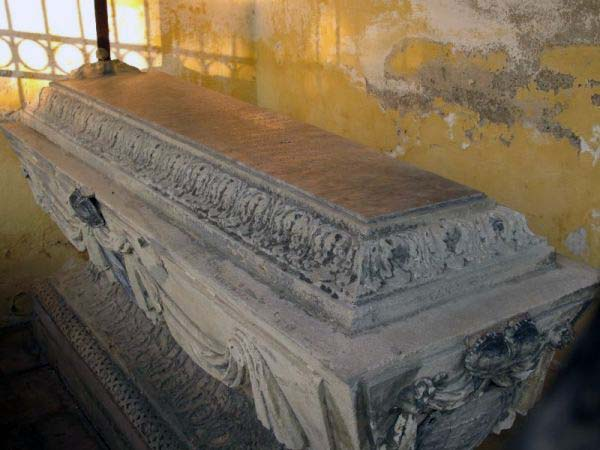
Grabmal des Karl Joseph Anton, 5. Fürsten von Auersperg

CARL JOSEPH DES HEIL. RÖM. REICHS FÜRST VON AUERSPERG, HERZOG ZU GOTTSCHER, GEFÜRSTETER GRAF ZU WELS, HERR DER HERRSCHAFTEN LOSENSTEIN, LOSENSTEINLEUTEN
GSCHWENDT, UND STADLKIRCHEN. DANN DEREN HERRSCHAFTEN SEISENBERG, WEIXL, BERG, PÖLLAND, COSCLIACO, CEPICH, UND GRADICNA, OBERSTERBLAND, MARSCHALL UND OBERSTERBLAND, KÄMMERER IM HERZOG, THUM KRAIN UND DER WINDISCHEN MAARK, RITTER DES GOLDENEN VLIESSES, K: K: WIRKLICHER KÄMMERER. GEBOHREN DEN 17. FEBRUAR 1720. IN DEM HERRN ENTSCHLAFFEN DEN 2. OCTOBER 1800. GOTT LASSE IHN SEELIG RUHEN.

#### 1945: Der Marsch der Juden von Steyr nach Mauthausen
Hinter Steyr führte eine Route weiter über Dornach, Dietach, Hargelsberg und Enns. In Steyr wurden die Kolonnen neuerlich zusammengeführt, denn am 13. oder 14. April sollen zwanzig lokale Volkssturmmänner die Bewachung des größten, etwa 6.000 Personen umfassenden Transports beim Stadtgut in Dornach übernommen haben. Ein Oberfeldwebel der Wehrmacht, dessen Name Krebs gewesen sein soll, führte das Kommando und befahl den Volkssturmmännern, „dass sie jeden aus der Einteilung sich entfernenden Gefangenen zu erschießen hätten“ oder selbst erschossen würden. Nach der Nachtrast – im Freien und ohne Verpflegung am Morgen, marschierte der Transport in zwei Gruppen weiter, die sich nur langsam vorwärts bewegten.
Bei einer der beiden Kolonnen soll es zwar zu keinen Erschießungen gekommen sein, doch starben einigen Marschteilnehmer an Entkräftung.

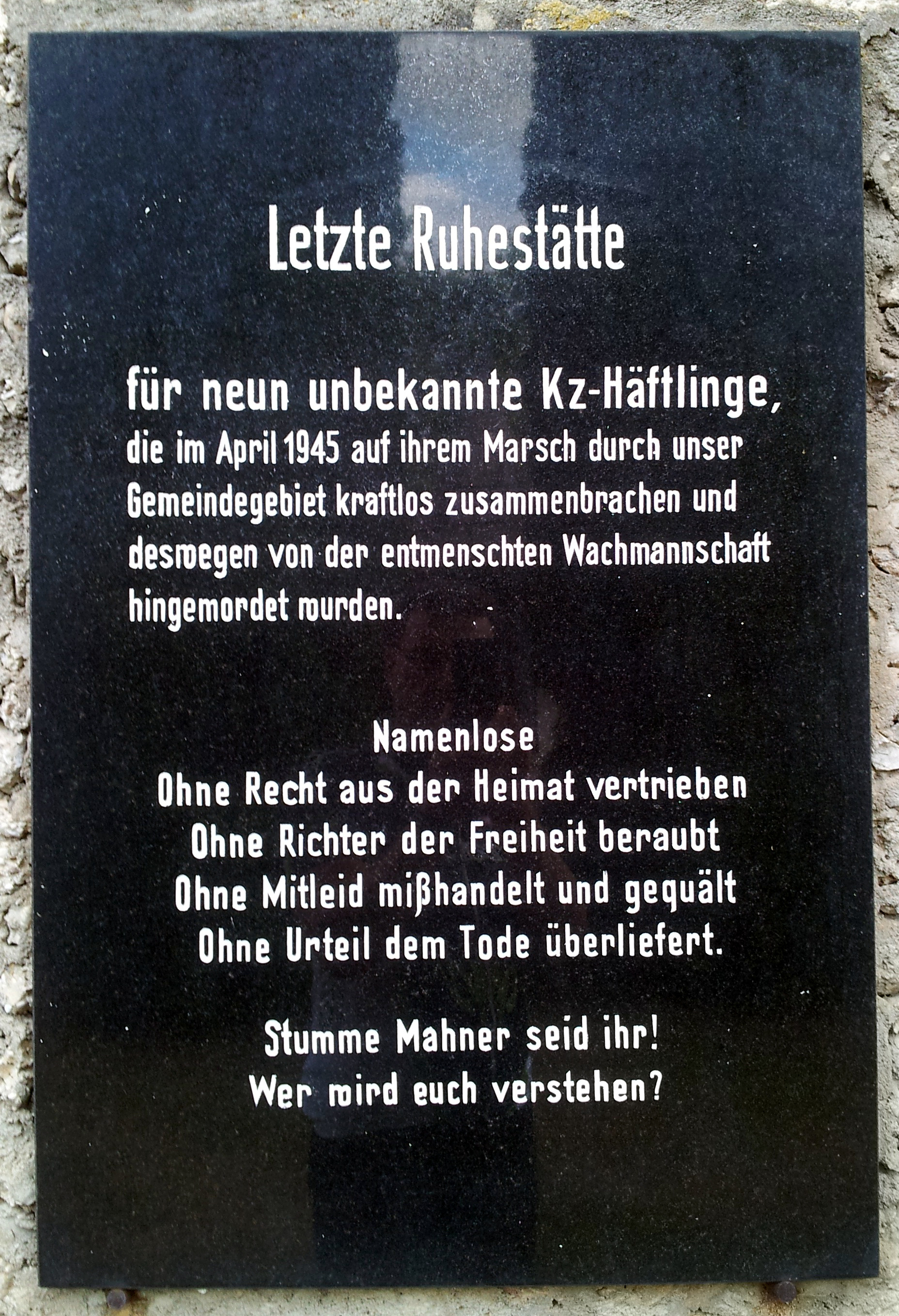
Mahntafel an der Pfarrkirche Kronstorf

Bei der anderen Gruppe wurden auch Morde verübt – und zwar in aller Öffentlichkeit, wie Rudolf Atteneder aus Stadlkirchen, der dem Transport gegen Mittag am Heuberg begegnete, bezeugte: „Ich selbst sah, wie vom Heuberg bis zu meiner Behausung drei Gefangene erschossen worden sind. Die Männer, die schossen, trugen Volkssturm-Uniform. Sie waren mir nicht bekannt.“ Zwischen Heuberg und Stadlkirchen sollen acht oder neun Menschen ermordet worden sein. Atteneder hörte zwar, wie ein wachhabender Gendarm bei der Rückkehr meinte, „dass sie auf keinen Gefangenen geschossen haben, weil sie so arme Teufel seien“. Doch der Hilfsgendarm Josef Hinterleitner brüstete sich ihm und seiner Frau gegenüber, mehrere Juden ermordet zu haben. Vor Gericht gab Hinterleitner an, im alkoholisierten Zustand bloß aufgeschnitten zu haben. Tatsächlich habe er nur, als ein paar Juden in ein Rapsfeld gelaufen waren, um die Blätter zu essen, einen Schreckschuss in die Luft abgegeben. Da der einzige Zeuge diese Aussage bestätigte, wurde das Verfahren gegen Hinterleitner am 21. Oktober 1946 eingestellt. Das Verhalten Hinterleitners war kein Einzelfall. Auch andere Eskorten rühmten sich fälschlich eines oder mehrerer Morde. Dieses Verhalten zeigt, eine hohe Akzeptanz die Ermordung von Juden bei den Wachmannschaften (und wohl auch bei vielen Zivilisten) genoss.
Nachdem die Volkssturmmänner aus Dornach den Transport in Stadlkirchen einer Einheit aus Enns übergeben hatten, stießen sie auf dem Heimweg bei Dietachdorf auf einen Erschöpften, der sie um Essen bat. Anstatt ihm zu helfen, befahl der Oberfeldwebel einem 17-jährigen Volkssturmmann, den Nachzügler zu erschießen. Doch der junge Bursch stellte sich ungeschickt an. Daraufhin gab Krebs den Mordbefehl an Josef Huber, der aber auch wenig Erfahrung mit dem Gewehr hatte, sodass zunächst ein Schuss in die Luft losging. Obwohl der Jude daraufhin beteuerte, weitergehen zu können, schoss ihn Huber in den Kopf. Da der Oberfeldwebel während der Tat in seiner Nähe stand, billigte das Linzer Volksgericht Huber „unwiderstehlichen Zwang“ zu und sprach ihn frei.
Rudolf Atteneder gab bei Gericht an, dass die Opfer des Marsches bestattet wurden, sagte aber nicht wo. In Kronstorf befand sich ein Gemeinschaftsgrab mit neun ungarischen Juden, die laut Aufschrift auf der Gedenktafel, die heute auf der Pfarrkirche angebracht ist, „kraftlos zusammenbrachen und deswegen von entmenschten Wachmannschaften hingemordet wurden“. Bei diesen Toten könnte es sich um die Opfer des Marsches von Dornach nach Stadlkirchen handeln. 1971 wurden sie auf den Quarantänehof der KZ-Gedenkstätte Mauthausen überführt. Auf dem Friedhof von Kronstorf liegt ein weiteres Opfer begraben.

## Sagen und Legenden

### Das Fluchtkreuz am Fluchtweg
An dem Sträßlein, das von Stadlkirchen über eine Anhöhe nach Asang führt und „Fluchtweg“ genannt wird, steht auf dem Höhenrücken das aus groben Konglomerat Gestein erbaute „Fluchtkreuz“.
Die Sage erzählt, dass Josef und Maria einst mit dem Jesuskinde auf der Flucht nach Ägypten hier gerastet haben. Ein Bild, das die bekannte biblische Szene darstellt, ist am Bildstocke, der dem Herrn Pfaffenwimmer, insgemein „Mayr zu Stadlkirchen“ gehört, angebracht.
Das Wort Rasten ist ein altes in seinem wahren Sinne heute nicht mehr gebrauchtes und verstandenes Wort; es will sagen, dass hier an dem Bildstock ein Bild angebracht ist, das die Szene vom Rasten auf der Flucht nach Ägypten darstellt. Und weil man das Rasten in diesem Sinne nicht mehr verstanden hat, ist die obige Sage entstanden und das Kreuz ist zum „Fluchtkreuz“ geworden. Die Sage erzählt auch, dass der Herrgott auf dem Fluchtweg über den Hügel gegangen ist. Diese Sage findet vielleicht ihre Erklärung in dem Umstand, dass auf dem Hügelweg alljährlich zweimal, im Frühling und im Herbst, eine Prozession mit Kreuz und Fahnen von Stadlkirchen nach dem eine Stunde entfernten Wallfahrtskirchlein Maria Winkling an der Enns gegangen ist.
Es wird auch erzählt, dass beim Fluchtkreuz Türken und Franzosen begraben liegen. Vielleicht sind auf dem Wege über den Hügel, der zu jener Zeit bewaldet gewesen sein mochte, flüchtende räuberische Türken, später Franzosen, Nachzügler, von den erbosten Bauern erschlagen und hier begraben worden. Oder es haben sich einheimische Bewohner vor den Türken auf den Hügel, der abseits von der Straße lag, geflüchtet, auf den man zum Gedenken ein Kreuz errichtet hat, das dann „Fluchtkreuz“ und der Weg „Fluchtweg“ genannt wurden.

### Der Ring der Schlossherrin
An der Stelle des freundlichen Dorfes Stadlkirchen stand früher ein Schloss. Der Besitzerin ging eines Morgens der kostbare Ring, den sie täglich trug, ab. Ein armes Dienstmädchen wurde des Diebstahles beschuldigt, weil niemand sonst im Zimmer gewesen war. Obwohl sie ihre Unschuld bis zum Schluss beteuerte, wurde sie nach dem damaligen strengen Recht verurteilt und hingerichtet. Im Frühjahr darauf fällte ein Bauer einen Baum, aus einem Rabennest fiel der Ring heraus. Die Bestürzung und Reue der Gräfin war nun zu spät.

### Die Satanstanzstatt
Zwischen den zwei alten Ortschaften Stadlkirchen und Thann liegt ein ziemlich großer Wald, der seit alters her mit dem Namen „Bannholz“ bezeichnet wird. Mitten im Bannholz, dort, wo sich die von Stadlkirchen kommende Straße teilt und zwei Straßen bildet, die in verschiedenen Richtungen durch den Wald laufen, befand sich ein freier dreieckiger Platz, den die Leute heute noch, obwohl dort jetzt ein junger Eschenwald steht, die „Satanstanzstatt“ nennen.
Auf diesem Platz standen früher nebeneinander drei große, mit Heiligenbildern behangene Holzkreuze; sie waren beschützt von sechs majestätisch aufragenden Fichten. Von diesen drei Kreuzen, die schon sehr alt und morsch waren, brachen im Laufe der Zeit zwei nieder, wurden aber nicht mehr aufgestellt; die Bilder dieser zwei Kreuze nagelte man an das letzte noch stehende Kreuz. Als aber im Jahre 1929 die Holzknechte der Gutsherrschaft Losensteinleiten die großen, stattlichen Fichten fällten und das alte, schwer mit Bildern behangene Holzkreuz nun allein auf dem ziemlich großen, dreieckigen Platze stand und keinen Schutz mehr hatte, wurde auch dieses bald darauf von einem Gewittersturm umgeworfen und auch nicht mehr aufgestellt. Und so verschwanden die Wahrzeichen bedeutender Begebenheiten, die sich in alter Zeit hier zugetragen hatten; denn umsonst hat man nicht gleich drei Kreuze mitten mit Walde aufgestellt.
Die „Satanstanzstatt“, die von vielen grausen Sagen umsponnen ist, war früher eine unheimliche, verrufene Örtlichkeit, an der niemand gerne, besonders des Nachts, vorüberging. So wird erzählt,
dass der Teufel hier oft die Leute narrte und in die Irre führte. Auch Fuhrleute blieben oft mit ihren Fuhrwerken stecken und konnten lange nicht von der Stelle kommen oder sie merkten plötzlich, dass sie auf einer fremden und ihnen unbekannten Straße fuhren. Eine der Sagen berichtet, dass der Teufel auf der „Satanstanzstatt“ Kohlen dörrte; die Schmiedin in Thann nahm ihm diese in Schaffeln weg, daheim waren sie dann immer Zwanziger.
Auf dieser unheimlichen Tanzstatt fuhr, wie eine andere Sage berichtet, um Mitternacht der Teufel mit lautem Lärm und Getöse hin und her, worauf er dann durch den Teufelsgraben, der sich in der Nähe befindet, davonjagte. Das deutet, mythologisch betrachtet, auf die „wilde Jagd“ hin. In der Heiligen Nacht zog früher hier manch einer mit der geweihten Kreide einen Kreis und übte das Kreisstehen, um Zukünftiges zu erfahren; denn dieser Platz soll zum Kreisstehen besonders geeignet gewesen sein.
Es heißt auch, dass bei der „Satanstanzstatt“ Türken und Franzosen begraben liegen. Wahrscheinlich sind hier auch Gehenkte verscharrt worden, denn unweit davon stand einst der Galgen; ein Teil des Bannwaldes trägt heute noch den Flurnamen „Galgenweid“.
Heute steht, wie gesagt, auf dem ehemals ziemlich großen dreieckigen Platz, auf dem die drei hohen Holzkreuze standen, ein junger Eschenwald. Jedenfalls ist die von vielen Sagen umwobene „Satanstanzstatt“ eine bedeutsame Örtlichkeit. Es wird erzählt, dass auch bei dem nicht weit entfernten Bauernhause Gallhub in Thann einst ein Galgen gestanden haben soll, was sehr leicht möglich ist, da der Name des Hauses darauf hindeutet. Verstärkt wird diese Annahme dadurch, dass der Name des Nachbarhauses Rabenbauer die Vorstellung gibt von den Totenvögeln, den Raben, die mit schauerlichen Gekrächze den mit Toten behangenen Galgen umschwärmten.

## Persönlichkeiten
- Andreas Gschwandtner (1696–1762), Benediktiner, Astronom und Mathematiker